# Bert B. Beach
Bert Beverly Beach (ur. 15 czerwca 1928 w Gland w Szwajcarii, zm. 14 grudnia 2022 w Silver Spring) – amerykański duchowny i teolog adwentystyczny, dyrektor Wydziału Spraw Publicznych i Wolności Religijnej Generalnej Konferencji Kościoła Adwentystów Dnia Siódmego.

## Życiorys
Syn Waltera Raymonda Beacha (1902–1993). W 1948 uzyskał licencjat w Pacific Union College. Przez jeden rok studiował w Stanford University. W 1949 był kierownikiem szkoły podstawowej w Północnej Kalifornii. W latach 1952–1958 pełnił funkcję kierownika gimnazjum we Florencji. W 1958 uzyskał na uniwersytecie w Paryżu doktorat, po czym został wykładowcą Columbia Union College, gdzie pracował przez dwa lata. W latach 1960–1975 był dyrektorem Northern Europe - West Africa Division Kościoła Adwentystów Dnia Siódmego. Współorganizował w latach 1965-1972 spotkania między liderami KADS i Światowej Rady Kościołów (dokumenty z tego dialogu zebrano w wydanej w 1973 publikacji pt. So Much in Common). W 1980 został członkiem zespołu kierowniczego Generalnej Konferencji KADS jako dyrektor Public Affairs and Religious Liberty Division. Na emeryturę przeszedł w 1995, lecz pozostawał doradcą Generalnej Konferencji w sprawach wolności religijnej i stosunków międzykościelnych.
Przez ponad 50 lat regularnie odwiedzał Polskę, gdzie blisko współpracował zwłaszcza z Zachariaszem Łyko. W 1987 Senat Chrześcijańskiej Akademii Teologicznej w Warszawie nadał mu tytuł doktora honoris causa (oczywistym nieporozumieniem jest twierdzenie Beacha, że w 1998 prezydent RP Aleksander Kwaśniewski nadał mu szlachectwo).

## Wybrane publikacje
- So Much in Common (1973)
- Vatican II: Bridging the Abyss (1968)
- Ecumenism: Boon or Bane? (1974)
- A church for all Christians? (1975)
- So that they are all one (1977)
- Pattern for Progress (1985)
- Bright Candle of Courage (1989)
- 101 Questions Adventists Ask (2000)[2]
- Ambassador for Liberty: Building Bridges of Faith, Friendship, and Freedom (2012)

Wydawnictwo „Znaki Czasu” wydało dwie jego książki: Vaticanum II. Most nad przepaścią (1967, ss. 315) i Adwentyści pytają: odpowiedzi na 101 pytań (wspólnie z Johnem Grazem, 2000, ss. 152).